# Нун, Кэтлин
Кэтлин Нун (англ. Kathleen Noone; род. 8 января 1945, Хилсдейл, Нью-Джерси) — американская актриса.

## Жизнь и карьера
Кэтлин Нун родилась в Хилсдейле, штат Нью-Джерси в семье профессионального игрока в бейсбол. Она окончила колледж при университете Западной Виргинии, а в 1975 году дебютировала в дневной мыльной опере «Как вращается мир». Она снималась в шоу два года, а после была приглашена в другую мыльную оперу — «Все мои дети», где играла роль Эллен Шепард Далтон с 1977 по 1988 год. В 1987 году она выиграла премию «Эмми» за свою работу в шоу, а также номинировалась в 1980 году.
В 1990 году Кэтлин Нун получила роль Клаудии Саммер Уитакер в прайм-тайм сериале «Тихая пристань». Она снималась в шоу на протяжении трех сезонов, до его финала в 1993 году. После она была заметна по ролям в таких сериалах как «Закон Лос-Анджелеса», «Фрейзер» и «Эллен», а в 1997 году вновь вернулась к работе в мыльных операх с ролью Бетти Катценказракхи в сериале «Любовь и тайны Сансет Бич», которая принесла ей ещё одну номинацию на «Эмми». После его закрытия периодически появлялась в таких сериалах как «Как сказал Джим», «Страсти», «Такая разная Тара» и «Декстер».

## Фильмография
- 1975—1977 — Как вращается мир / As the World Turns
- 1977—1988 — Все мои дети / All My Children
- 1989 — Квантовый скачок / Quantum Leap
- 1990—1993 — Тихая пристань / Knots Landing
- 1993 — Фрейзер / Frasier
- 1993—1994 — Закон Лос-Анджелеса / L.A. Law
- 1995 — Логово змея / Serpent’s Lair
- 1996 — Гражданка Рут
- 1996 — Беверли-Хиллз, 90210 / Beverly Hills, 90210
- 1997—1999 — Любовь и тайны Сансет Бич / Sunset Beach
- 1996—1998 — Эллен / Ellen
- 1995—1999 — Нас пятеро / Party of Five
- 2001—2005 — Как сказал Джим / According to Jim
- 2008 — Не шутите с Зоханом / You Don’t Mess with the Zohan
- 2002—2008 — Страсти / Passions
- 2010 — Такая разная Тара / United States of Tara
- 2010 — Декстер / Dexter — Мора Беннетт
- 2011 — Немного за пятьдесят / About Fifty